# Templo de Atenea Alea
El Templo de Atenea Alea (en griego: Ναός Αλέας Αθηνάς) era un santuario en Tegea, en la antigua Grecia, dedicado a Atenea bajo el epíteto de Atenea Alea. Era un templo importante, considerado como uno de los santuarios más importantes de Atenea en la antigua Grecia.

## Historia

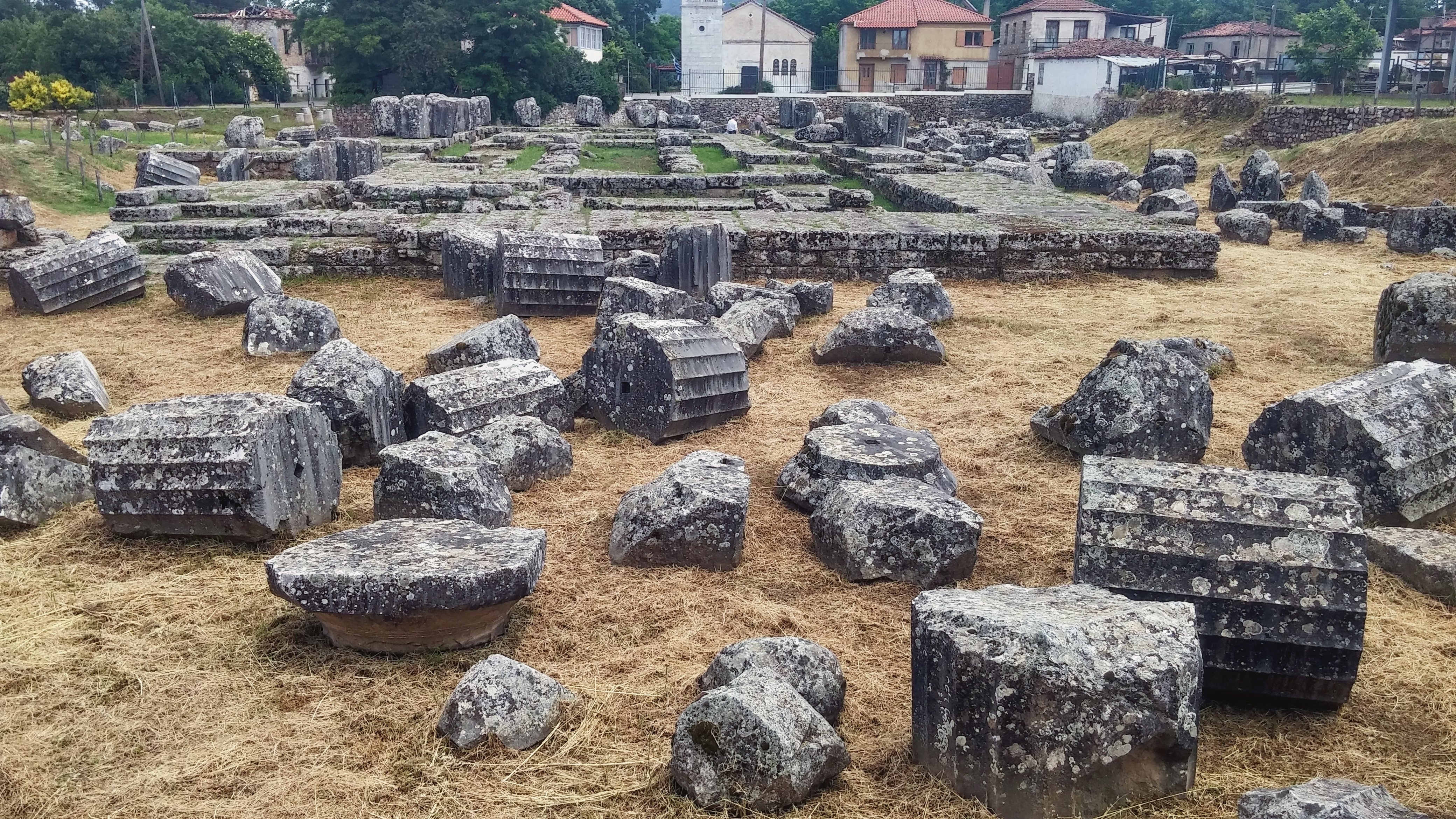
El templo en 2017.

El emplazamiento del templo había servido como lugar de culto a la diosa local Alea a más tardar en época micénica. Más tarde, esta diosa se asoció con Atenea. El santuario tuvo sus orígenes en el periodo geométrico. Se dice que el templo fue construido por Aleo, el hijo de Afidas, de quien la diosa probablemente derivó este epíteto.
Algún tiempo después, los tegeatas construyeron un gran templo que se incendió en el 395 a. C, y Un terremoto en el siglo IV lo destruyo.
El primer templo se construyó en este lugar en el periodo arcaico, en el 600 a. C. Fue destruido por un incendio en 395/394 a. C. y sustituido por un nuevo templo construido hacia 350 a. C.. Fue diseñado por el arquitecto y esculto  pario Escopas. Fue el más importante de Arcadia y el mayor del Peloponeso, y fue uno de los centros culturales más importantes de toda la Antigua Grecia. En particular, sirvió de refugio para muchos refugiados y solicitantes de asilo.
Augusto se llevó la estatua de culto del templo a Roma tras derrotar a Marco Antonio. En los años 400-500 d. C., fue destruido por un terremoto. Como muy tarde después de esto, se construyó una iglesia en el lugar. Más tarde, se estableció una aldea en el lugar, ahora conocida como Alea.
Las investigaciones arqueológicas del templo comenzaron por A. Milchhöfer en 1879 y continuaron bajo la dirección de Wilhelm Dörpfeld en 1882. Las excavaciones se llevaron a cabo entre 1900 y 1910 bajo la supervisión de Gustave Mendel y Charles Dugas. En esa época se demolieron las casas situadas sobre las ruinas del templo. Las excavaciones fueron llevadas a cabo por la Escuela Francesa de Atenas.

## Descripción

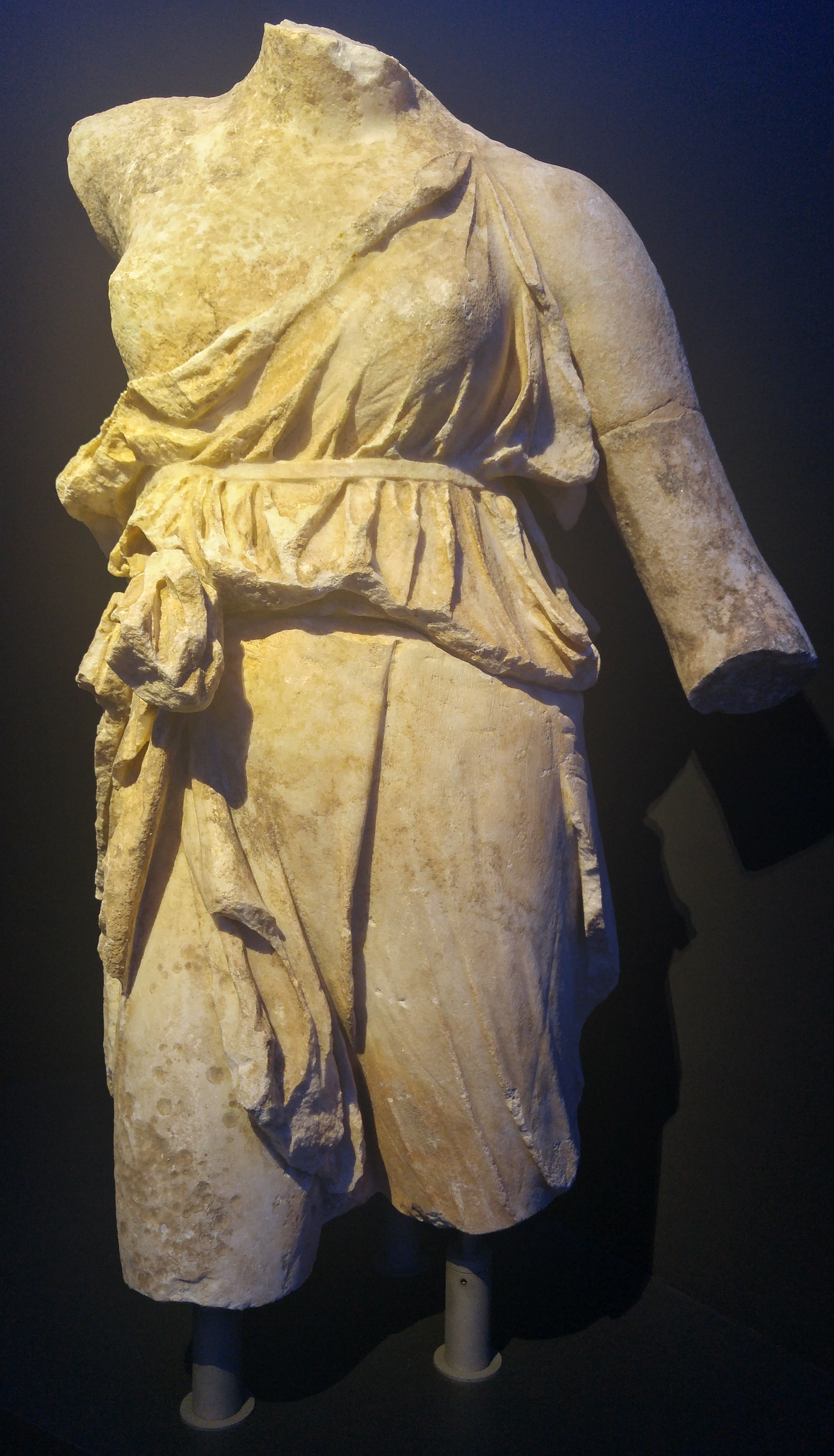
La escultura de Nike que decoraba el acroterion del templo. Museo Arqueológico de Tegea.

El segundo santuario era un templo de orden dórico, enteramente en mármol, que según se dice, superaba en tamaño y esplendor a todos los demás templos del Peloponeso,
Era un templo anfipróstilo, cuyo estilóbato medía 47,55 x 19,19 m, y estaba rodeado por una triple hilera de columnas de diferentes órdenes. Las del pronaos eran corintias, lo mismo que las que soportaban el tejado de la cella. El templo tenía 6 × 14 columnas, 36 en total. La naos o cella del templo se abría hacia el este. Dentro de la cella había una estatua de culto de marfil de Atenea, así como estatuas de Asclepio e Higía, al menos durante la época de Pausanias. A ambos lados de la cella había siete semicolumnas corintias. Una rampa conducía a la puerta del lado este del templo, mientras que otra llevaba a una puerta más pequeña en el lado norte.
Las decoraciones del frontón representaban diversos mitos, como la caza del Jabalí de Calidón y la batalla de Télefo contra los griegos, de ascendencia tegeata.
Solo se han conservado los cimientos y elementos estructurales menores del templo. Los elementos decorativos y otros objetos del templo se encuentran en el Museo Arqueológico de Tegea.